# Hernán Peraza il Vecchio

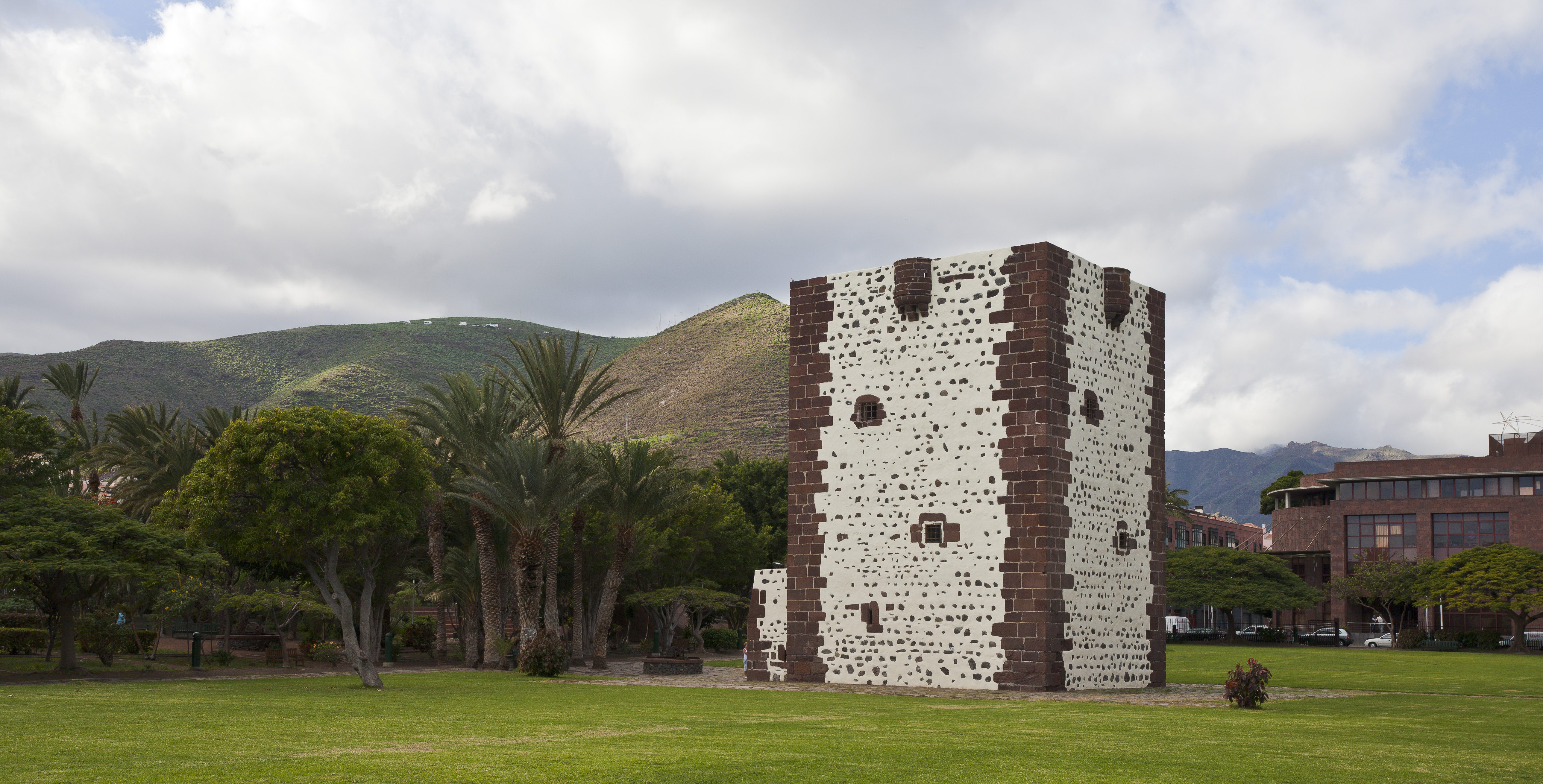
Torre del Conde, eretta da Hernán Peraza a San Sebastián de La Gomera.

Hernán Peraza Martel, detto Il Vecchio e talvolta noto anche come Fernán (Siviglia, 1390 circa – San Sebastián de la Gomera, 1452), è stato un condottiero spagnolo, hidalgo e signore delle Isole Canarie.È stato, insieme a suo figlio ed erede, il maggior responsabile della conquista dell'Isola di Gran Canaria, fatti che portarono alla cattura di Tenesor Semidán e alla firma della Carta di Calatayud.

## Biografia
Come Signore delle Canarie fu fondatore delle località di Valverde e di San Sebastián de la Gomera, dove fece edificare la Torre del Conde. Ebbe due figli, Guillén e Inés.